# Frederick Millard

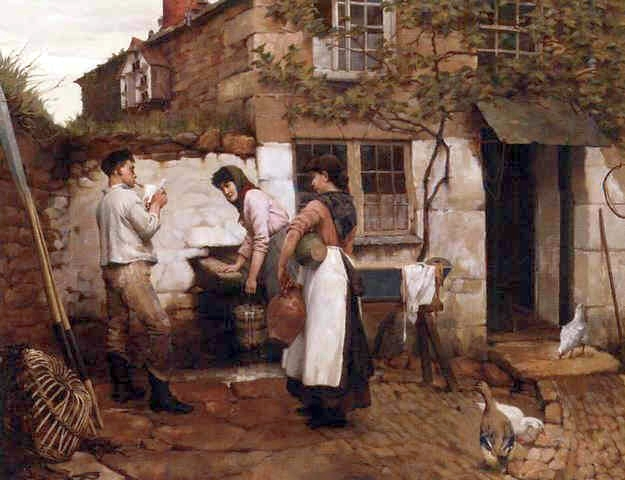
Fred Millard: The Latest News

Frederick Millard (* 1857 in Islington, London; † 1937) war ein englischer Maler des Spätimpressionismus und Vertreter der Newlyn School, einer Künstlerkolonie aus dem 19. und frühen 20. Jahrhunderts.
Seit 1882 hatten sich im kleinen Fischerort Newlyn in der südwestenglischen Grafschaft Cornwall zahlreiche Maler niedergelassen, darunter Walter Langley, Edwin Harris, Ralph Todd, Frank Bramley, Thomas Cooper Gotch, Albert Chevallier Tayler und Stanhope Forbes. Fred Millard verließ 1884 London und zog nach Newlyn, um dort wie seine Künstlerkollegen in ungestörter Umgebung Freilichtmalerei zu betreiben. Er malte meist Alltagsszenen aus dem einfachen Landleben und reichte seine Werke an der Royal Academy of Arts ein, wo sie 1885, 1887 und 1888 auf der jährlichen Ausstellung gezeigt wurden. In den 1890er Jahren teilte er sich mit Ralph Todd ein Studio in Newlyn. Seine Werke werden noch heute in Galerien und auf Auktionen gehandelt und befinden sich meist in Privatbesitz. Einige Werke sind im Penlee House in Penzance zu sehen.